# 暴勝之
暴 勝之（ぼう しょうし、? - 紀元前91年）は、前漢の政治家。字は公子。河東郡の人。

## 略歴
武帝の治世後半になると各地に盗賊がはびこり、武帝は御史中丞や丞相長史を派遣して監督させたが効果はなかった。そこで、繡衣を着て節を持った使者を派遣し、虎符により兵を徴発して平定させ、多くの者を処刑させた。
暴勝之は直指使者・繡衣御史となり、斧を持って各地を巡り盗賊の討伐を監督し、盗賊を防げなかった太守らを死罪に当たると弾劾し、県令などを誅殺した。
勃海では賢人と評判であった雋不疑と対面した。彼から「吏というものは剛直すぎては挫折し、柔和すぎては廃される」と言われ、彼の非凡さを知って夜中まで語り合い、暴勝之は彼を武帝に推薦した。
済南では被陽県令の王訢を処刑しようとした際、彼の「自分ひとりを殺したところで威信には変わりが無いのだから、助けてやって貸しを作った方がいい」という発言を受けて彼を助け、彼と交友関係を持ち、朝廷に帰ると彼を武帝に推薦した。
その後、光禄大夫となった。太始元年（紀元前94年）に杜周の後を受けて御史大夫となる。
征和2年（紀元前91年）、戾太子劉拠の反乱（巫蠱の禍）が起こると、暴勝之は反乱鎮圧の指揮を執る丞相の劉屈氂の配下として働いた。その際、太子を逃がした罪で処刑されるところだった丞相司直の田仁について「司直は処刑の前に皇帝に報告するべき二千石の官吏であるから、独断で処刑せずに皇帝の命を待つべきだ」と言ったが、武帝の怒りを買って獄に下され、「司直は反乱者を逃がしたのだから、丞相が処刑するのは法に適っている。なぜ止めたのだ？」と詰問された。暴勝之は恐れおののき自殺した。